# Hậu trường giải trí
Hậu trường giải trí (tựa tiếng Anh: The Producers; tiếng Hàn: 프로듀사; Romaja: Peurodyusa) là một bộ phim truyền hình Hàn Quốc sản xuất năm 2015 với sự tham gia của Kim Soo-hyun, Cha Tae-hyun, Gong Hyo-jin và IU. Phim được phát trên kênh KBS2 từ ngày 15 tháng 5 năm 2015 đến 20 tháng 6 năm 2015 vào thứ Sáu và Bảy lúc 21:15 kéo dài 12 tập.

## Diễn viên

### Diễn viên chính
- Kim Soo-hyun vai Baek Seung-chan[9][10]
  - Park Sang-hun vai Seung-chan lúc nhỏ
- Cha Tae-hyun vai Ra Joon-mo[11][12][13]
  - Gil Jeong-woo vai Joon-mo lúc nhỏ
  - Chae Sang-woo vai Joon-mo thiếu niên
- Gong Hyo-jin vai Tak Ye-jin[14][15][16][17]
  - Lee Ji-won vai Ye-jin lúc nhỏ
  - Ha Seung-ri vai Ye-jin thiếu niên
- IU as Cindy[18][19][20]
  - Park Seon vai Cindy lúc nhỏ

### Diễn viên phụ
Gia đình Baek
- Kim Jong-soo vai Baek Bo-sun, bố Seung-chan
- Kim Hye-ok vai Lee Hoo-nam, mẹ Seung-chan
- Park Hee-von vai Baek Jae-hee, chị Seung-chan
- Park Jong-hwan vai Baek Young-chan, anh Seung-chan
- Choi Sun-young vai Baek Yoo-bin, em gái Seung-chan
- Kang Shin-chul vai Myung Ji-hoon, chồng Jae-hee

KBS Variety Department
- Seo Ki-chul as Jang In-pyo, director of the variety department
- Park Hyuk-kwon as Kim Tae-ho,[21] chief producer of the variety department
- Kim Jong-kook as Kim Hong-soon, PD of Open Concert[22]
- Ye Ji-won as Go Yang-mi, office manager of the variety department
- Lee Chae-eun as Son Ji-yeon, writer of the variety show 2 Days & 1 Night[23]
- Ko Bo-gyeol as Wang Min-jung, youngest writer on 2 Days & 1 Night
- Bae Yoo-ram as Ryu Il-yong, assistant director on 2 Days & 1 Night
- Shin Joo-hwan as Hyung-geun, assistant director on 2 Days & 1 Night
- Lee Joo-seung as Kim Joon-bae, floor director on 2 Days & 1 Night. Turns out to be a legendary ghost on KBS.
- Susanna Noh as publicist on 2 Days & 1 Night
- Kim Sun-ah as Kim Da-jung, youngest writer on Music Bank
- Jang Seong-beom as assistant director on Music Bank

Byun Entertainment agency
- Na Young-hee as Byun Mi-sook, the CEO
- Choi Kwon as Cindy's road manager
- Jo Han-chul as Secretary Kim
- Janey as Jini
- Na Hae-ryung (of Bestie) as Yuna
- Jo Seung-hee as Yu-ju, member of Pinky4
- Kim Soo-yeon as Christine, member of Pinky4
- Jung Mimi as Ha-neul, member of Pinky4
- Park Seo-yeon, young trainee
- Lee Ji-ho, young trainee
- Kim Ye-won, young trainee
- Lee Seo-yeong, young trainee
- Kim Jong-Kook, Kim Hong Soon

Extended cast
- Gi Ju-bong as Park Choon-bong, the president of KBS
- Im Ye-jin as Park Bong-soon, Joon-mo's mother
- Kim Hee-chan as Tak Ye-joon, Ye-jin's younger brother
- Jung Han-hee as Kim Tae-ho's daughter
- Yoon Yoo-sun as Kim Tae-ho's wife
- Kim Sa-kwon
- Lee Du-seok
- Jo Chang-geun
- Jin Yong-wook
- Jeon Heon-tae
- Hwang Min-ho
- Ahn Se-ha as manager
- Lee Jeong-ho as Reporter Kang

### Guest/cameo appearances
| Episodes 1-4 - Jo Yoon-hee as Shin Hae-joo, assistant director on Entertainment Weekly Episodes 1-2 (cast members of 2 Days & 1 Night - Season 4) - Youn Yuh-jung - Hwang Shin-hye - Geum Bo-ra - Hyun Young Episode 1 - Girls' Generation-TTS - Ryu Jun-yeol vai Joo Jong-hyun Episode 3 - Shin Dong-yup - Lee Young-ja - Cultwo - You Hee-yeol - Yoon Jong-shin - Jo Jung-chi - Jun Hyun-moo - Hani - Nichkhun - Jackson Wang - Jo Kwon - Sunmi - Hong Kyung-min - Jang Hyuk as Jang Hyun-sung, Ye-jin's ex-boyfriend - Lee Chun-hee as Lee Min-chul, Ye-jin's ex-boyfriend Episodes 3-4 - Park Jin-young | Episodes 4-5, 12 (cast members of 2 Days & 1 Night - Season 5) - Sandara Park - Minwoo (of Boyfriend) - Kim Ji-soo Episodes 4-5, 10, 12 (cast members of 2 Days & 1 Night - Season 5) - Kang Seung-yoon - Kim Min-jae Episode 5 - Yoo Ho-jin as PD of 2 Days & 1 Night - Season 3 Episode 6 - Lee Seung-gi - Norazo Episode 8 - Go Ara Episode 9 - K.Will - Park Bo-gum - Kim Ryeowook - Monsta X Episode 10 - Seol In-ah vai anti-fan của Cindy - Roy Kim vai anti-fan của Cindy - Jung Joon-young vai anti-fan của Cindy - Seo Kyung-seok as Cindy's lawyer fan Episode 12 - Song Hae - Kim Saeng-min |

## Giải thưởng và đề cử
| Năm  | Giải                         | Hạng mục               | Người nhận               | Kết quả   |
| ---- | ---------------------------- | ---------------------- | ------------------------ | --------- |
| 2015 | Korea Drama Awards lần thứ 8 | Grand Prize (Daesang)  | Kim Soo-hyun             | Đoạt giải |
| 2015 | Korea Drama Awards lần thứ 8 | Phim xuất sắc nhất     | The Producers            | Đề cử     |
| 2015 | Korea Drama Awards lần thứ 8 | Đạo diễn xuất sắc nhất | Seo Soo-min, Pyo Min-soo | Đoạt giải |
| 2015 | Korea Drama Awards lần thứ 8 | Nữ diễn viên xuất sắc  | IU                       | Đề cử     |
| 2015 | Korea Drama Awards lần thứ 8 | Ngôi sao Hallyu        | Kim Soo-hyun             | Đoạt giải |